# Shenzhen Bao'an International Airport
Shenzhen Bao'an International Airport (kinesiska: 深圳宝安国际机场) är en flygplats i Kina. Den ligger i provinsen Guangdong, i den södra delen av landet, omkring 78 kilometer sydost om provinshuvudstaden Guangzhou.
Genomsnittlig årsnederbörd är 2 102 millimeter. Den regnigaste månaden är maj, med i genomsnitt 423 mm nederbörd, och den torraste är januari, med 26 mm nederbörd.